# Várong
Várong là một thị trấn thuộc hạt Tolna, Hungary. Thị trấn này có diện tích 6,63 km², dân số năm 2010 là 149 người, mật độ 22 người/km².